# Cordón Dos Codos
El cordón Dos Codos es un cordón montañoso casi totalmente cubierto de hielo que emerge en el centro del campo de hielo patagónico sur en el límite entre Argentina y Chile. Forma parte del parque nacional Bernardo O'Higgins en su lado chileno y del parque nacional Los Glaciares en su lado argentino, administrativamente se encuentra en la región de Magallanes y de la Antártica Chilena en su lado chileno y en la provincia de Santa Cruz en el argentino.
Se encuentra en las cercanías del cerro Cuerno y el cerro Pietrobelli.

## Montañas
- Cerro Dos Codos